# Stara Wieś (powiat opoczyński)
Stara Wieś – wieś w Polsce położona w województwie łódzkim, w powiecie opoczyńskim, w gminie Opoczno.
W latach 1975–1998 miejscowość administracyjnie należała do województwa piotrkowskiego.